# Solenopsis electra
Solenopsis electra é uma espécie de formiga do gênero Solenopsis, pertencente à subfamília Myrmicinae.